# Teste de Marsh

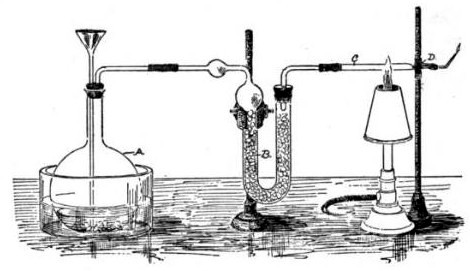
Aparato para o teste de Marsh

O teste de Marsh é um método ultra-sensível para a detecção de arsênico, especialmente útil para o campo de toxicologia forense quando o arsênico era usado como um veneno. Foi desenvolvido pelo químico britânico James Marsh.